# Память о Максиме Горьком

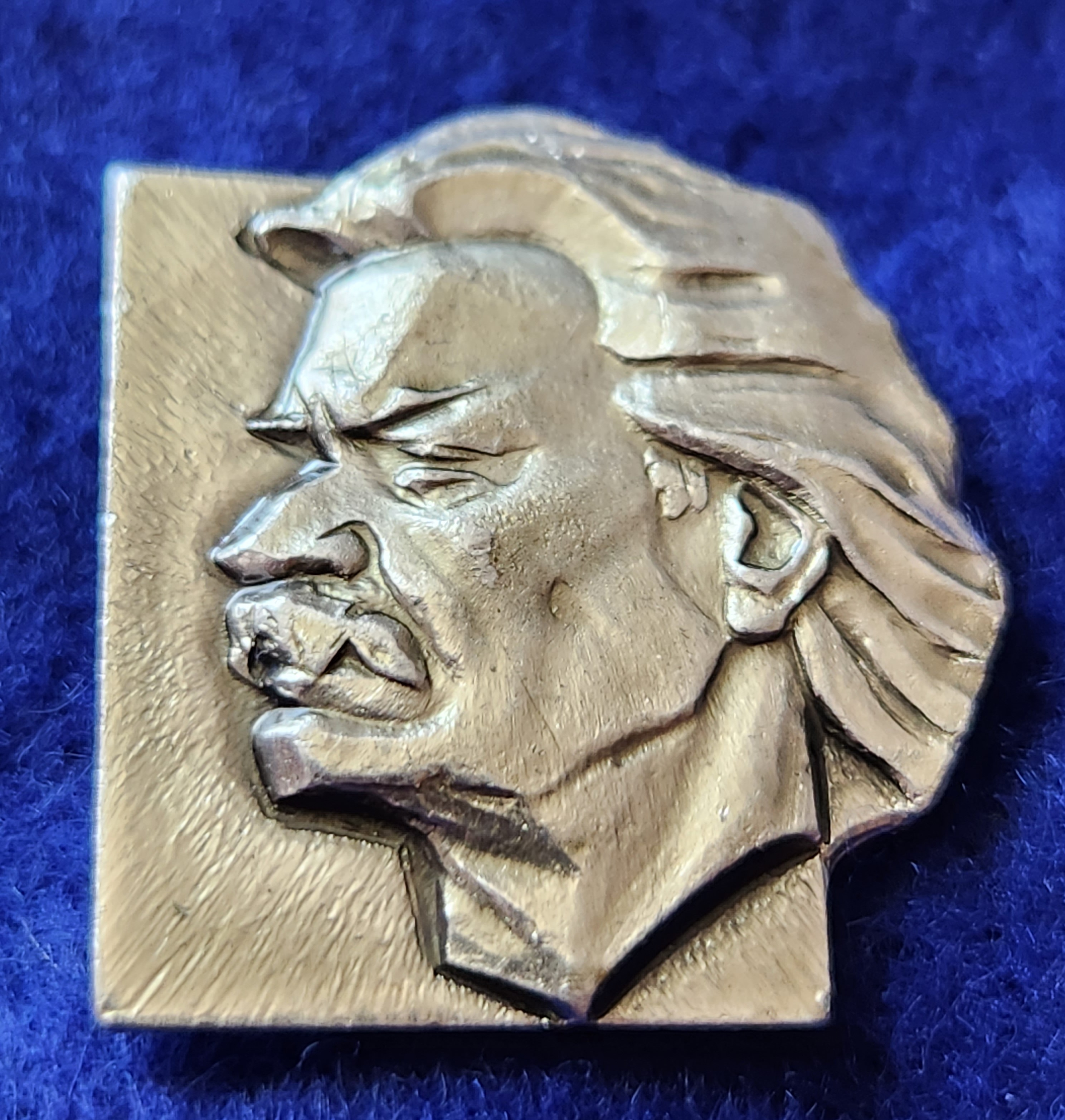
Максим Горький значок

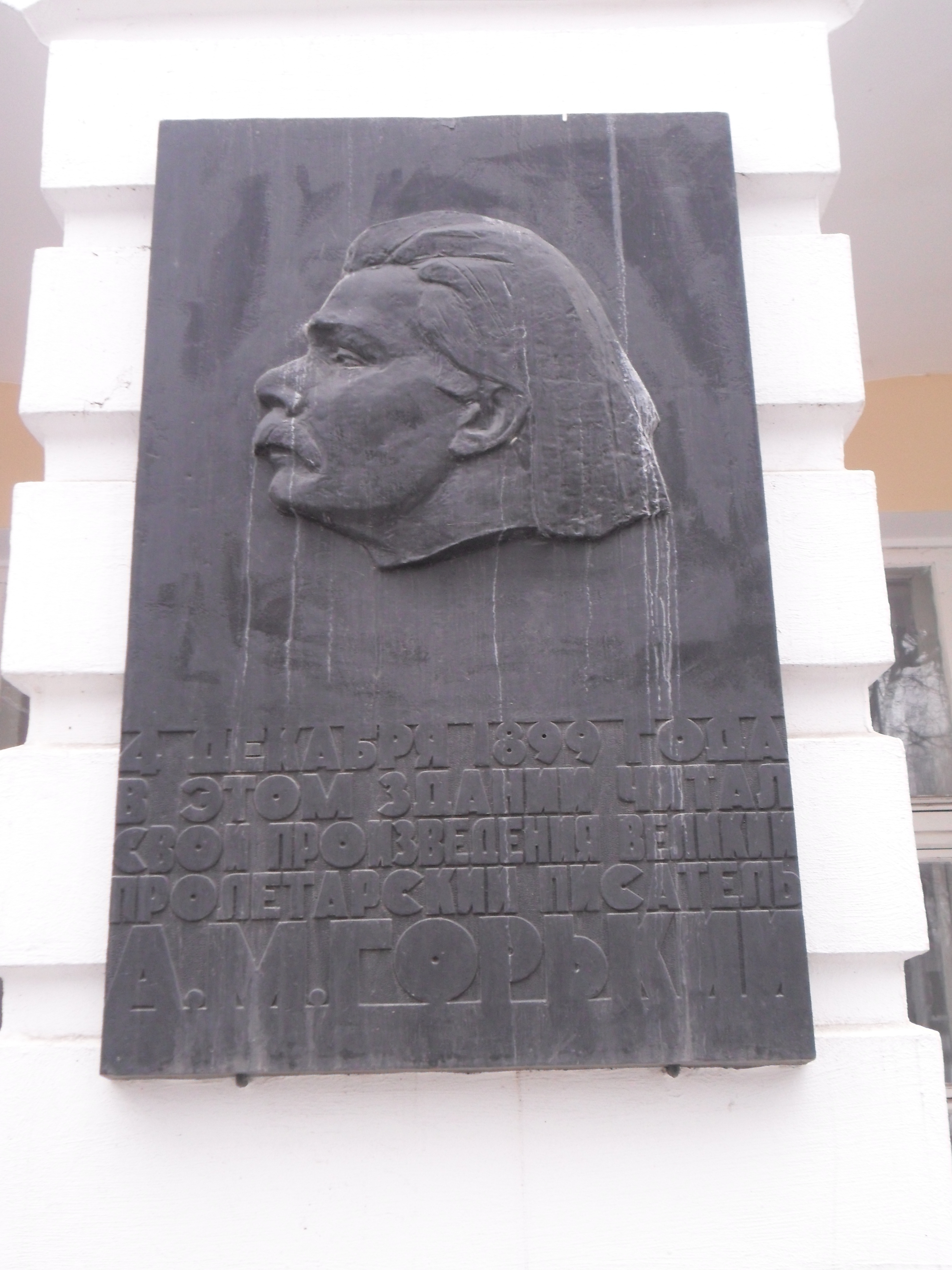
Мемориальная доска Горькому на улице Глинки в Смоленске

Информационная табличка в Ростове-на-Дону

В 1902 году Горький был избран в почётные академики по разряду изящной словесности. В советское время избран почётным профессором Нижегородского университета. Горький 5 раз номинировался на Нобелевскую премию по литературе: в 1918, 1923, 1928 (два раза), 1933 гг.

## Топонимика
Практически в каждом крупном населённом пункте государств бывшего СССР была или есть улица Горького. В 2013 году имя Горького носили 2110 улиц, проспектов и переулков в России, а ещё 395 носили имя Максима Горького.
- Горьковское направление Московской железной дороги.
- Парки в городах: Ростов-на-Дону (ЦП), Таганрог (ЦПКиО), Саратов (ГПКиО), Минск (ЦДП), Красноярск (ЦП, памятник), Харьков (ЦПКиО), Одесса, Мелитополь, ЦПКиО им. Горького (Москва), Алма-Ата (ЦПКиО), 2 парка в Самаре (ЦПКиО (Загородный) и ПКиО, в наст. время Струковский сад), Лениногорск (Лесопарк, памятник).
- Горьковское водохранилище на Волге.
- Ж/д станция имени Максима Горького (бывшая Крутая) (Приволжская железная дорога).
- Жилой район имени Максима Горького в г. Дальнегорске, Приморский край.

### Населённые пункты
- Город Горький — название Нижнего Новгорода с 1932 по 1990 годы.
  - В Нижнем Новгороде Центральная районная детская библиотека, академический драматический театр, улица, а также площадь, в центре которой установлен памятник писателю работы скульптора В. И. Мухиной носят имя М. Горького. Но самой важной достопримечательностью является музей-квартира М. Горького.

#### Сёла
- Село Горьковское Новоорского района Оренбургской области.
- Село Горьковское в Омской области (бывшее Иконниково).

#### Посёлки
- Посёлок Горьковское в Ленинградской области.
- Посёлок Горьковский (Волгоград) (бывший Воропоново).
- Посёлок Имени Горького Камешковский район Владимирской области.
- Посёлок Максим Горький Жердевского района (ранее Шпикуловского) Тамбовской области.

#### Деревни
- Деревня Максим Горький Знаменский район Омской области.
- Деревня Имени Максима Горького Крутинский район Омской области
- В Кривом Роге в честь писателя установлен памятник и имеется площадь в центре города.

## Разное
- Самолёт АНТ-20 «Максим Горький», созданный в 1934 году в Воронеже на авиационном заводе[6]. Советский агитационный пассажирский многоместный 8-моторный самолёт, самый большой самолёт своего времени с сухопутным шасси[7].
- Лёгкий крейсер «Максим Горький». Построен в 1936 году.
- Круизный лайнер «Максим Горький». Построен в Гамбурге в 1969 году, под советским флагом с 1974 года[8].
- Речной пассажирский теплоход «Максим Горький»[9]. Построен в Австрии для СССР в 1974 году.
- Станции метро в Санкт-Петербурге и Нижнем Новгороде, а также ранее в Москве с 1979 по 1990 гг. (ныне «Тверская»).Также, с 1980 по 1997 гг. в Ташкенте (ныне «Буюк ипак йули»)
- Киностудия имени М. Горького (Москва).
- ОАО «Печатный двор имени А. М. Горького» (Санкт-Петербург).
- Драматические театры в городах: Москва (МХАТ, 1932 года), Владивосток (ПКАДТ), Берлин (Maxim-Gorki-Theater[англ.]), Баку (АТЮЗ), Астана (РДТ), Тула (ГАТД), Минск (НАДТ), Ростов-на-Дону (РАТ), Краснодар, Самара (САТД), Оренбург (Оренбургский областной драматический театр), Волгоград (Волгоградский областной драматический театр), Магадан (Магаданский музыкальный и драматический театр), Симферополь (КАРДТ), Костанай, Кудымкаре (Коми-пермяцкий национальный драматический театр), а также в Ленинграде/Санкт-Петербурге с 1932 до 1992 год (БДТ). Также имя было присвоено Межобластному русскому драматическому театру Ферганской долины, Ташкентскому государственному академическому театру, Тульскому академическому театру драмы, Целиноградскому областному драматическому театру.
- Государственный республиканский русский драматический театр имени М. Горького (Дагестан)
- Русский драматический театр имени М. Горького (Кабардино-Балкария)
- Армянский Степанакертский государственный театр имени М. Горького
- Библиотеки в Баку, Пятигорске, Владимирская областная библиотека во Владимире, Волгограде, Железногорске (Красноярский край), Запорожская областная универсальная научная библиотека имени А.М. Горького в Запорожье, Красноярская краевая библиотека в Красноярске, Луганская областная универсальная научная библиотека имени М. Горького в Луганске, Нижнем Новгороде, Рязанская областная универсальная научная библиотека в Рязани, Научная библиотека имени А. М. Горького Московского государственного университета, Научная библиотека имени М. Горького СПбГУ в Санкт-Петербурге[10], Таганрогская Центральная городская детская библиотека, Тверская ордена «Знак Почёта» областная универсальная научная библиотека в Твери, Перми[11].
- Школа № 15 имени М. Горького, Иркутск, Иркутская область, Россия
- Школа-лицей имени М. Горького, Баутино, Тупкараганский район, Казахстан
- Гимназия имени А. М. Горького, Костанай, Костанайская область, Казахстан
- Гимназия № 6 г. Архангельска
- Вузы: Литературный институт имени А. М. Горького, УрГУ, Донецкий национальный медицинский университет, Минский государственный педагогический институт, Омский государственный педагогический университет, до 1993 года Туркменский государственный университет в Ашхабаде носил имя М. Горького (ныне им. Махтумкули), Сухумский государственный университет носил имя А. М. Горького, Харьковский национальный университет носил имя Горького в 1936—1999 годы, Ульяновский сельскохозяйственный институт, Уманский сельскохозяйственный институт, Казанский ордена «Знак Почёта» сельскохозяйственный институт носил имя Максима Горького до присвоения ему статуса академии в 1995 году (ныне Казанский государственный аграрный университет), Марийский политехнический институт, Пермский государственный университет имени А. М. Горького (1934—1993).
- Институт мировой литературы имени А. М. Горького РАН. При институте действует музей имени А. М. Горького.
- Дворец культуры имени Горького (Санкт-Петербург).
- Дворец культуры имени Горького (Новосибирск).
- Дворец культуры имени Горького (Ровеньки).
- Дворец культуры имени Горького (Невинномысск).
- Завод имени Горького в Хабаровске и прилегающий к нему микрорайон (Железнодорожный район)
- Горьковский Авто Завод (Нижний Новгород)
- Государственная премия РСФСР имени М. Горького
- Зеленодольский судостроительный завод имени Горького в Татарстане.
- Клинический санаторий имени М. Горького (Воронеж).
- Астероид (2768) Горький, открытый в 1972 году советским астрономом Л. В. Журавлёвой.
- В советские годы выпускалась школьная тетрадь «в линеечку» с изображением на обложке портрета М. Горького и цитатой из него.

## Музеи
- Государственный литературный музей им. А. М. Горького (Нижний Новгород)[12].
- Музей А. М. Горького и Ф. И. Шаляпина (Казань).
- Музей А. М. Горького в селе Красновидово (Татарстан).
- Литературно-мемориальный музей А. М. Горького (Самара).
- Мануйловский литературно-мемориальный музей А. М. Горького.

## Памятники
Памятники Максиму Горькому установлены во многих городах и сёлах. Среди них:
- В России — Борисоглебск, Арзамас, Волгоград, Воронеж, Выборг, Добринка, Ижевск, Казани, Краснодар, Красноярск, Лениногорск, Москва (перед ИМЛИ РАН и на пл. Белорусского вокзала, Невинномысск, Нижний Новгород, Оренбург, Орёл, Нальчик, Пенза[13], Печора, Ростов-на-Дону, Рубцовск, Рыльск, Рязань, Санкт-Петербург, Самара, Саров, Сочи, Таганрог, Хабаровск, Чебоксары, Челябинск, Уфа, Ялта, Ярцево, село Красновидово (Татарстан).
- В Беларуси — Добруш, Минск, Могилёв.
- В Украине — Днепр, Кривой Рог, Донецк (памятник М. Горькому), Кривой Рог, Мелитополь, Харьков, Ясиноватая.
- В Азербайджане — Баку.
- В Казахстане — Алма-Ата[14], Зыряновск, Костанай.
- В Грузии — Тбилиси.
- В Молдове — Кишинёв и Леово.
- В Италии — Сорренто.
- В Кыргызстане — Бишкек, установлен в 1981 году, расположен в одноимённом парке.

Памятники Горькому
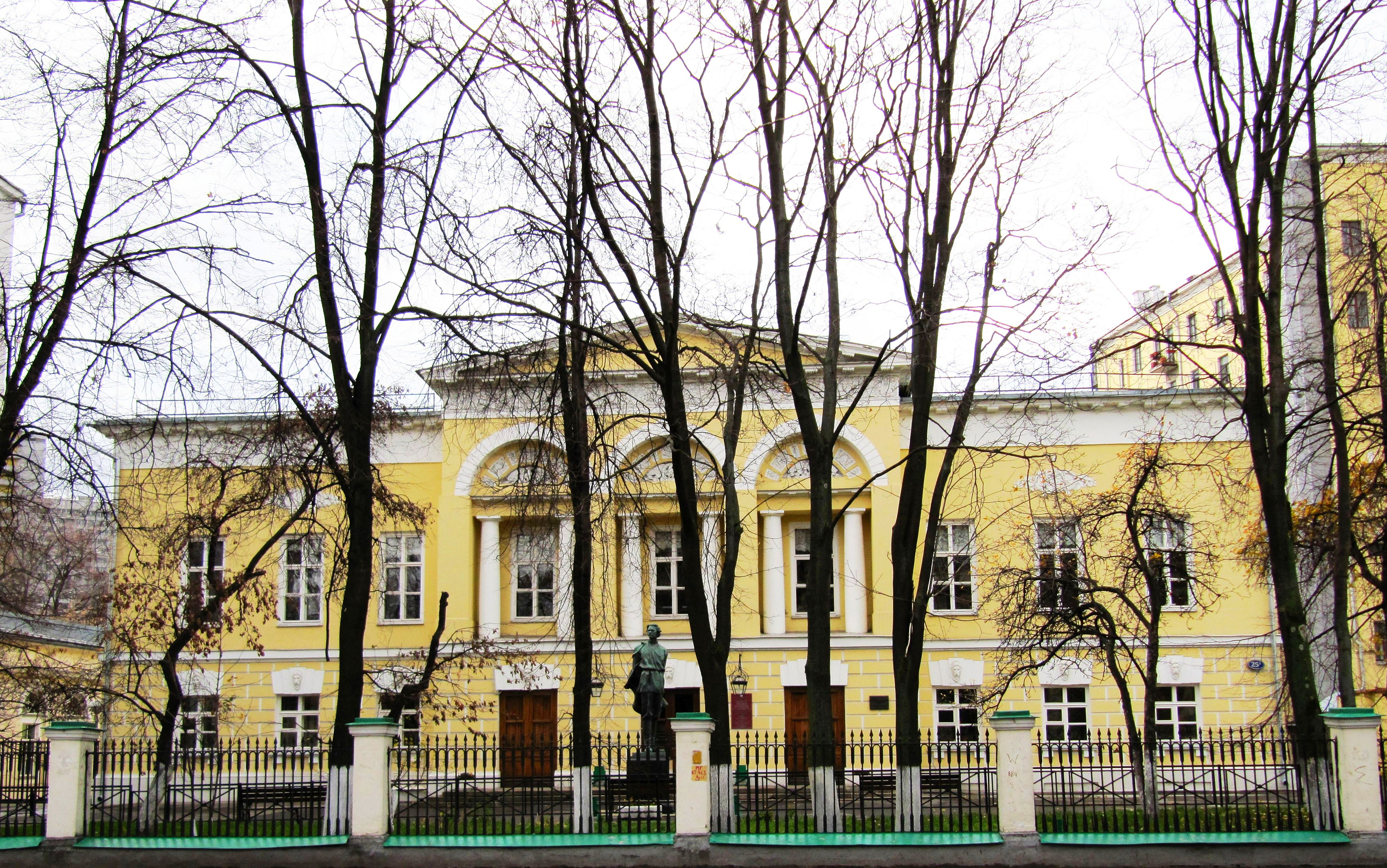
Институт мировой литературы и музей Горького. Перед зданием стоит памятник Горькому скульптора Веры Мухиной и архитектора Александра Заварзина. Москва, ул. Поварская, 25а
Памятник в Арсеньеве
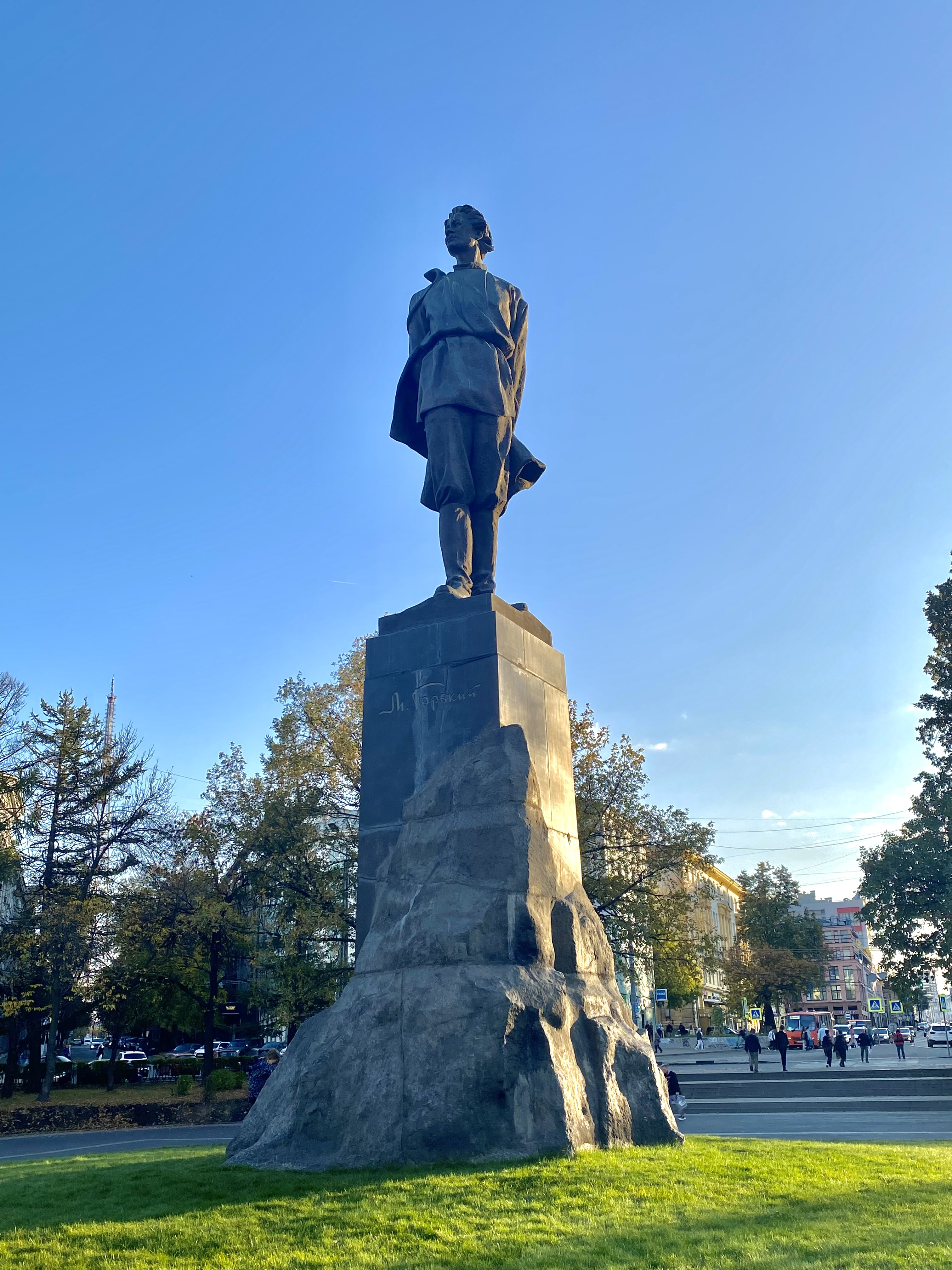
Памятник в Нижнем Новгороде
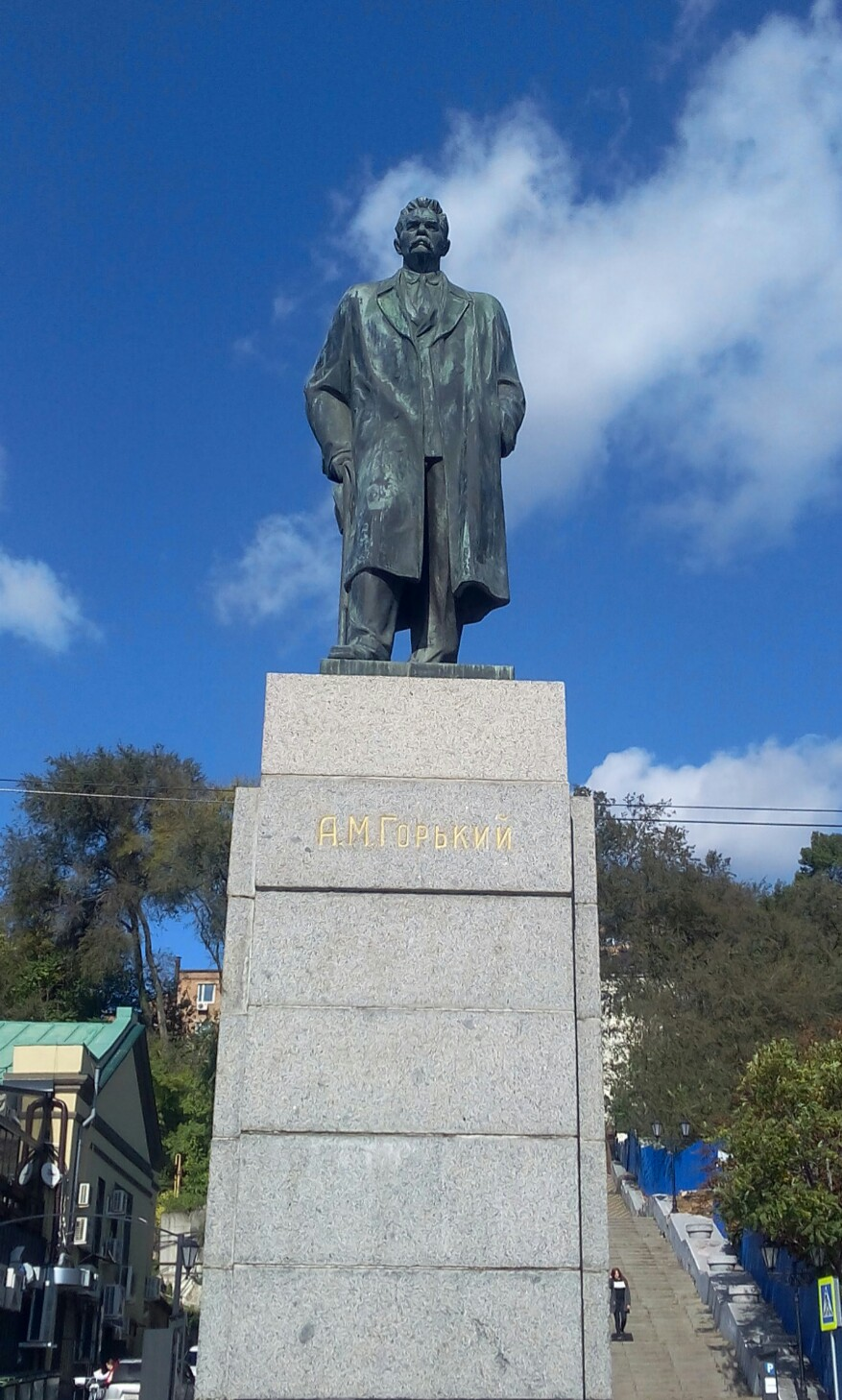
Памятник в Ростове-на-Дону
Памятник в Хабаровске
Памятник в Ялте
Памятник в Зыряновске
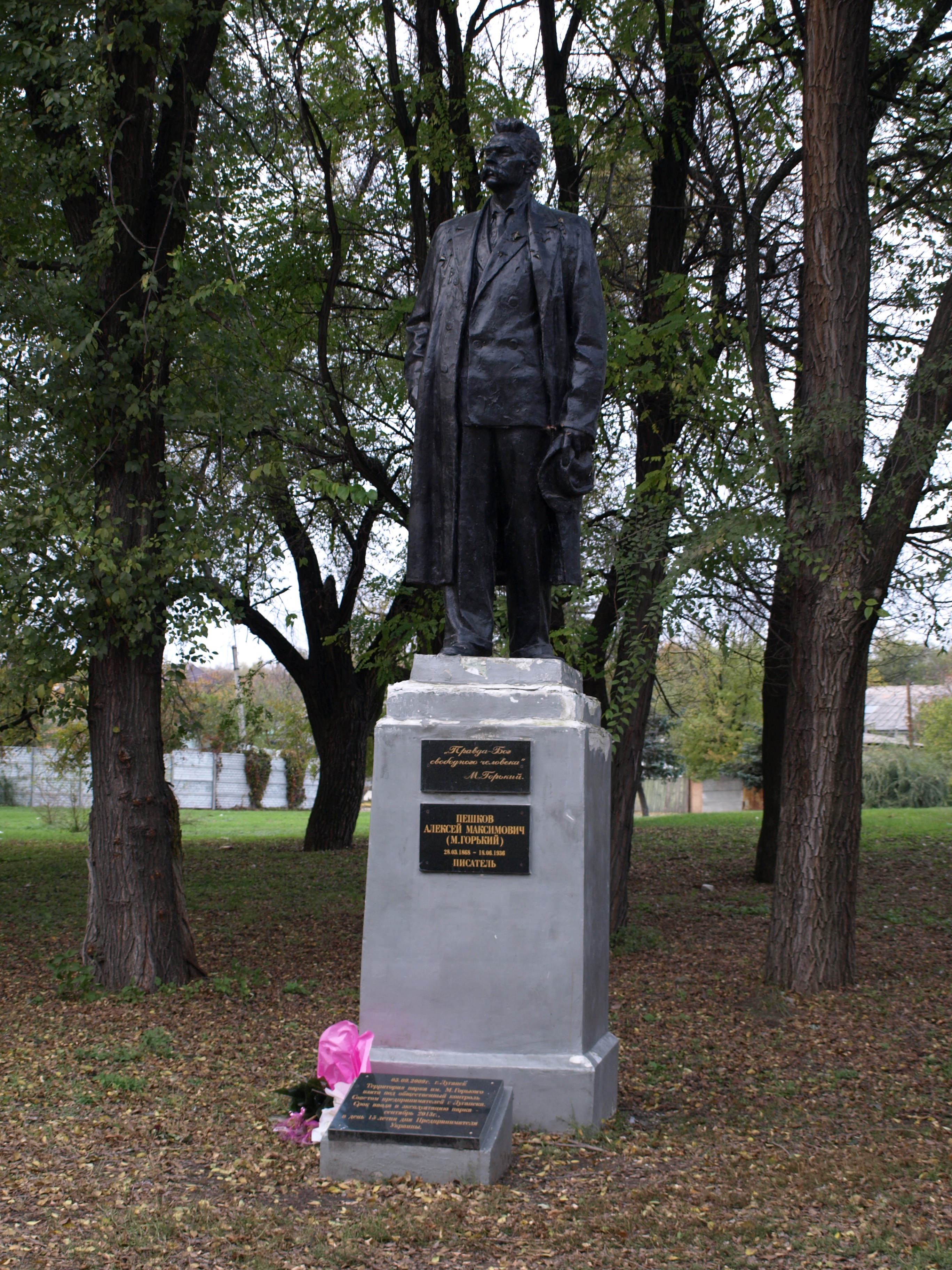
Памятник в Луганске
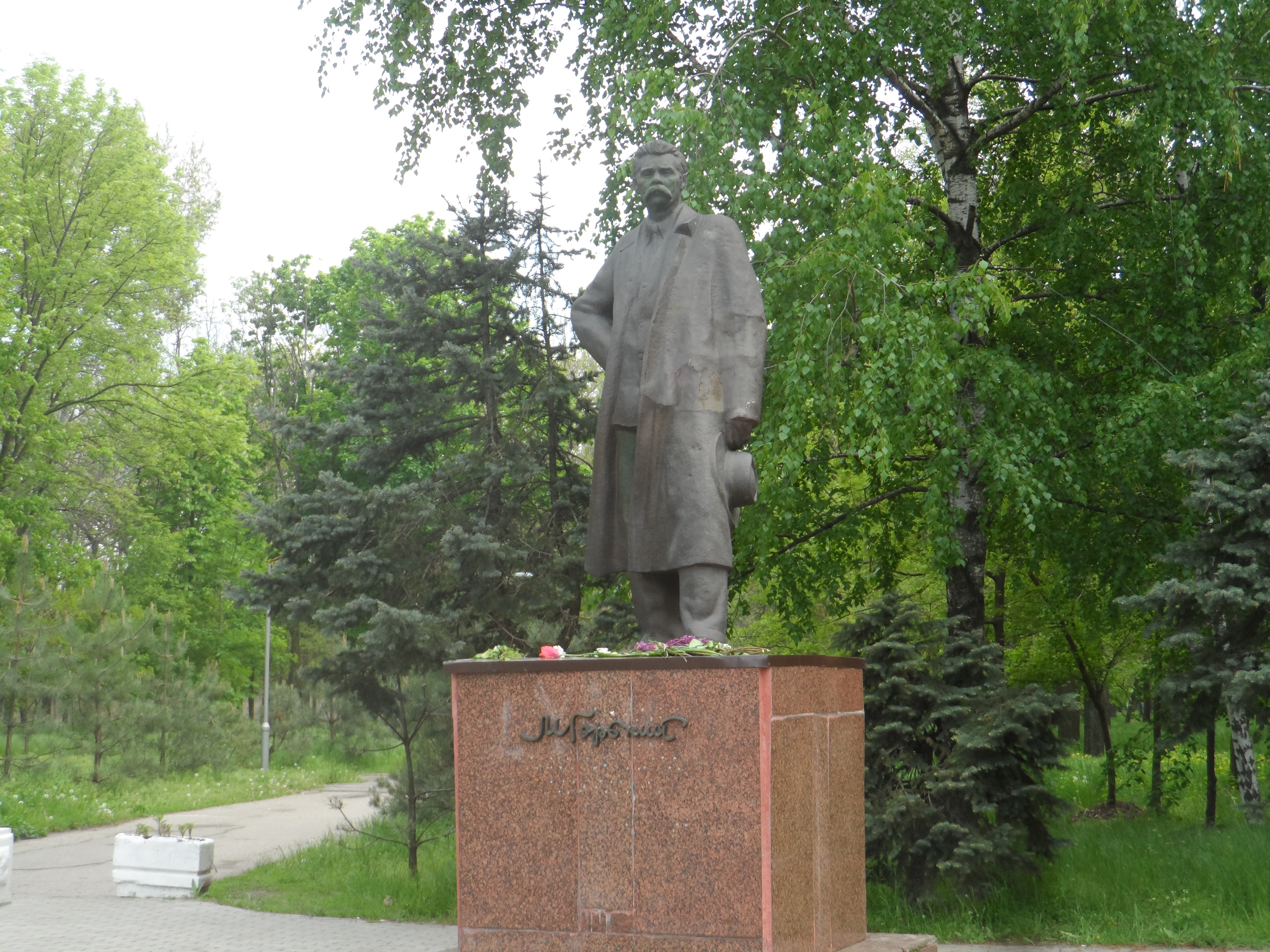
Памятник в Мелитополе
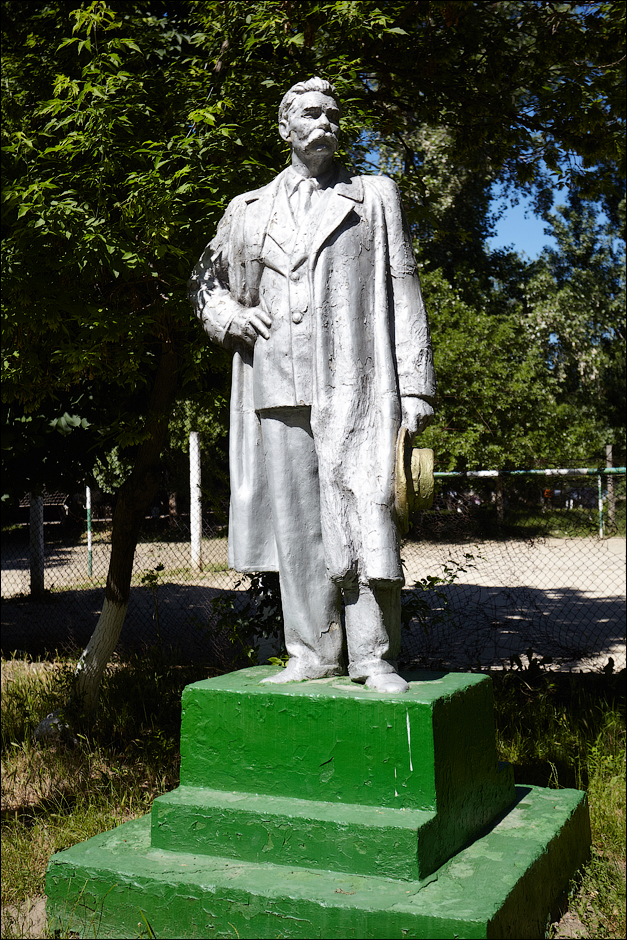
Памятник в Кишинёве
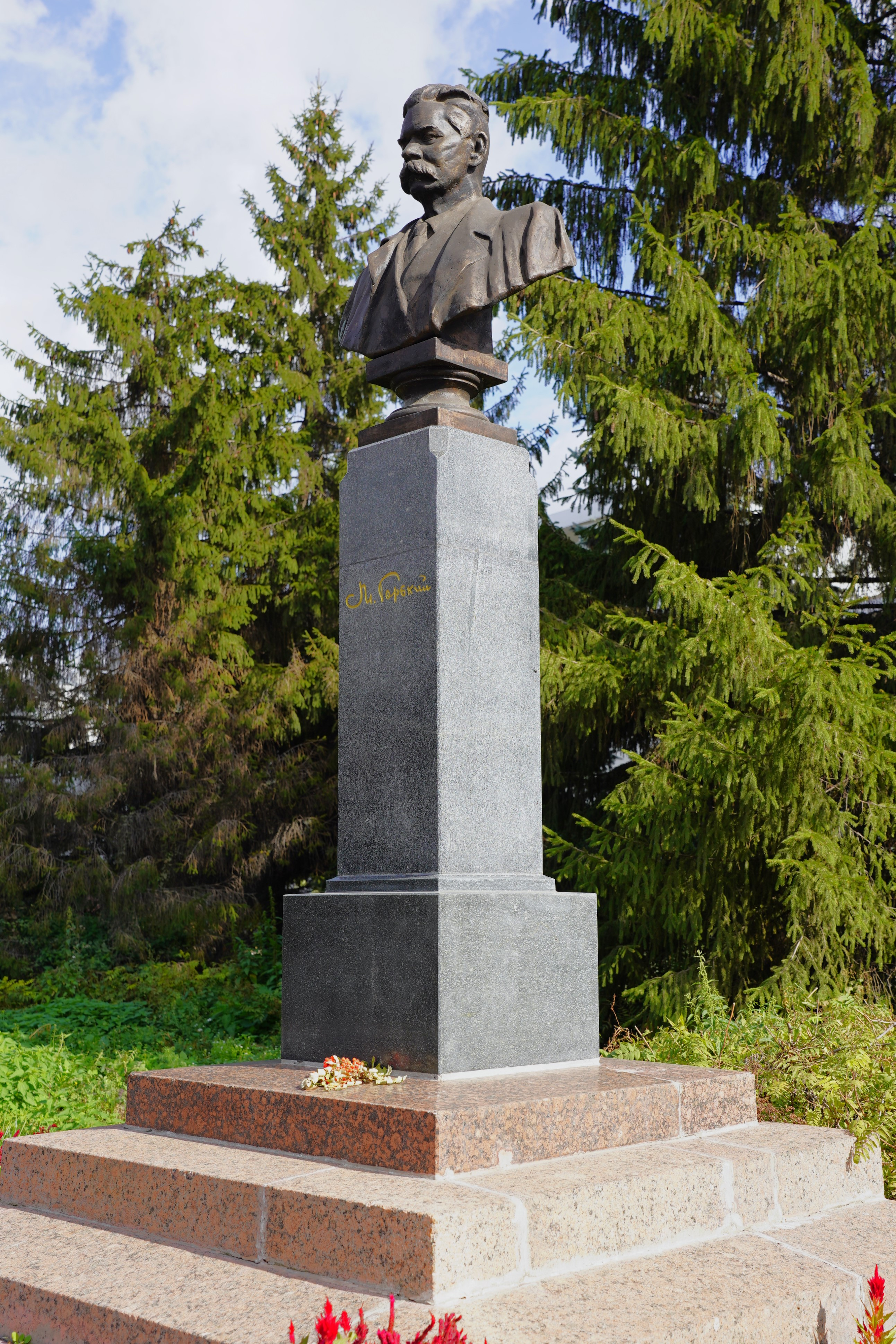
Памятник-бюст в Казани
Памятник в Краснодаре
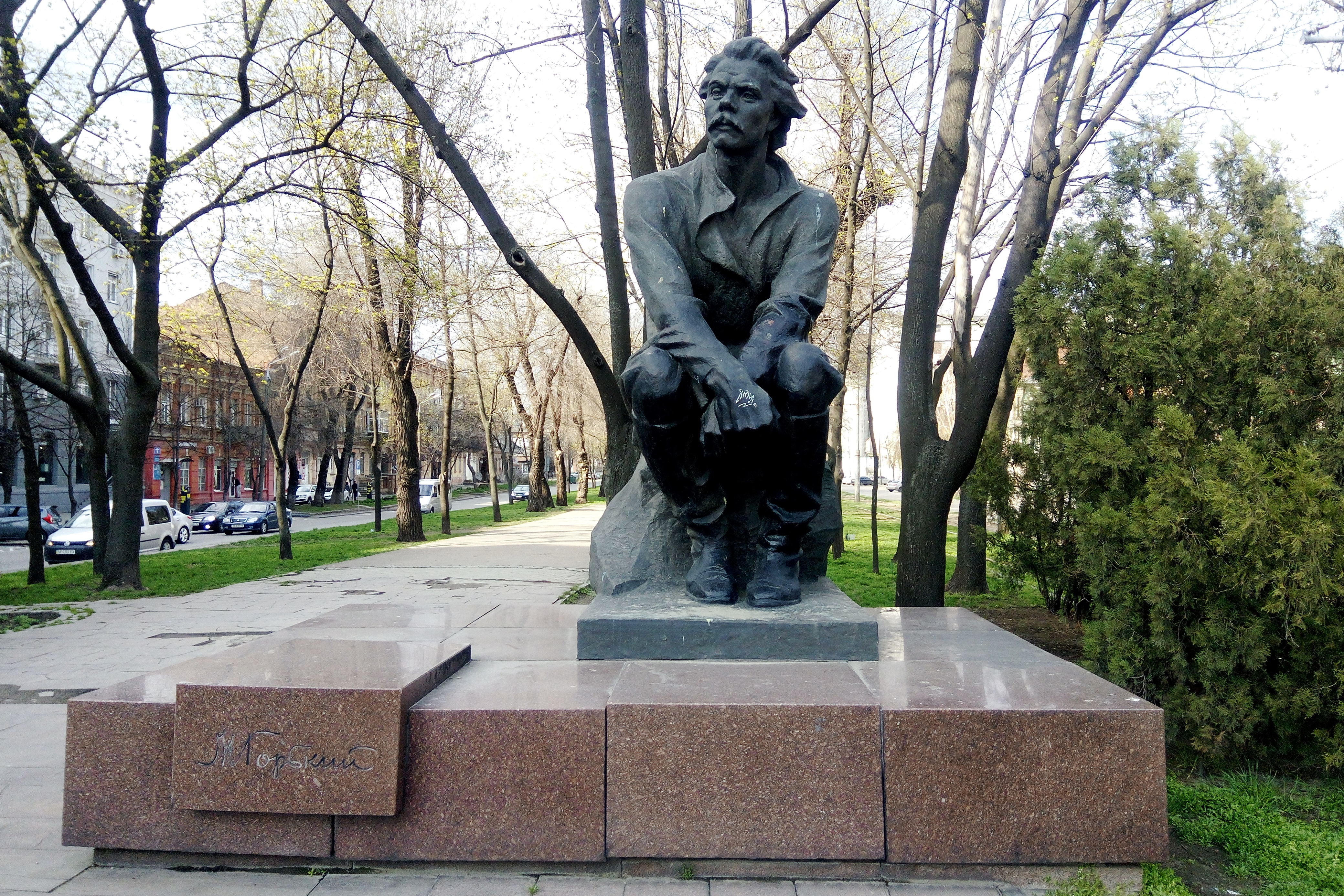
Памятник в Днепре

## В филателии
Максим Горький изображён на почтовых марках:
- Албании 1986 года,
- Болгарии 1968 года,
- Венгрии 1948 и 1951 года,
- ГДР 1953 и 1968 года
- Луганской народной республики 2018 года

Максим Горький на почтовых марках
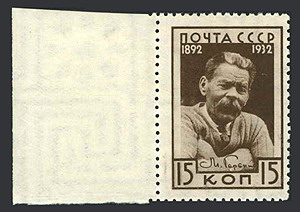
Почтовая марка СССР, 1932 год
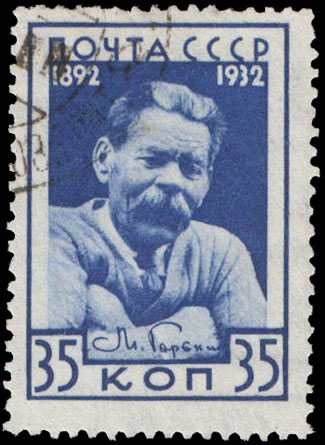
Почтовая марка СССР, 1932 год
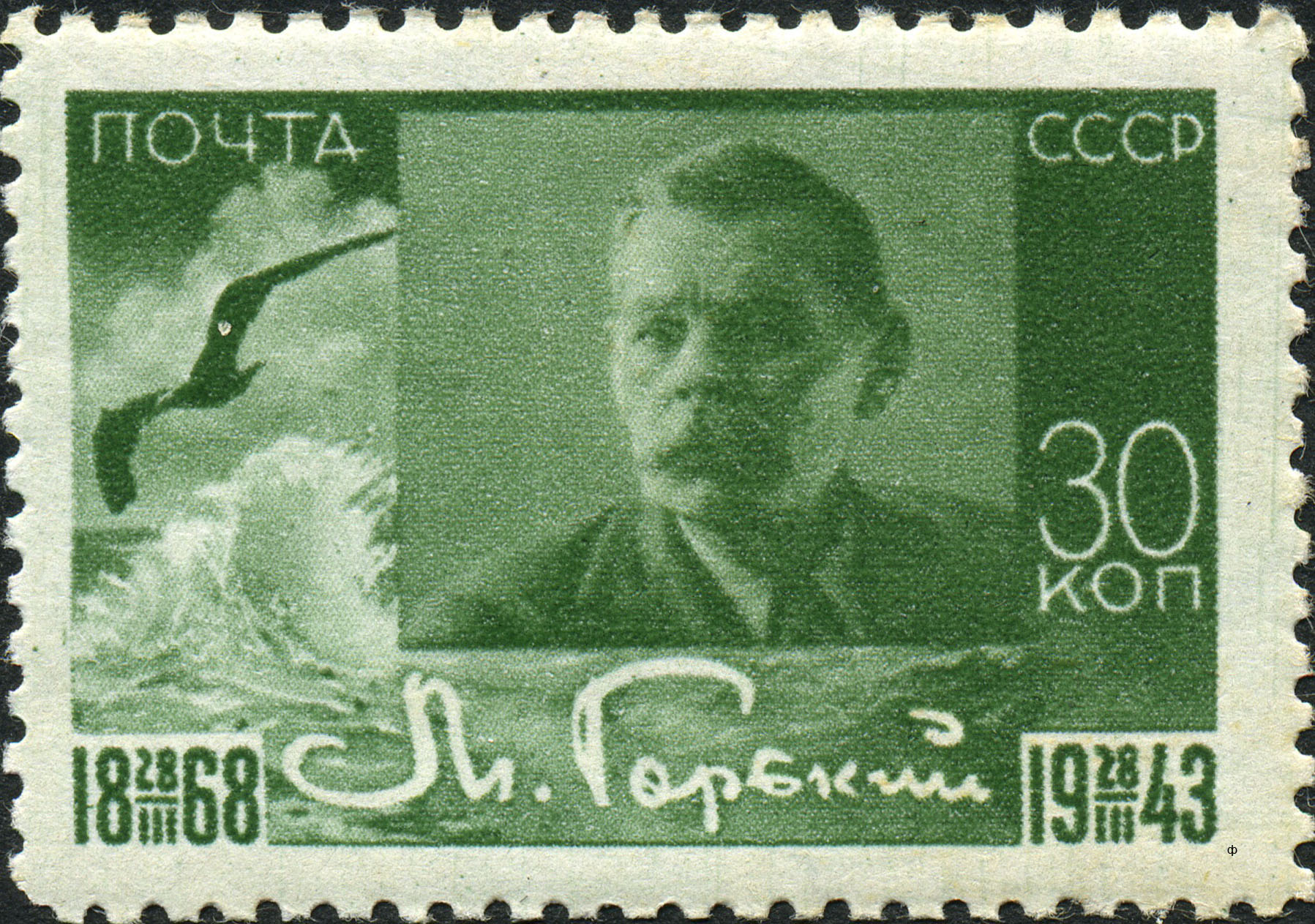
Почтовая марка СССР, 1943 год
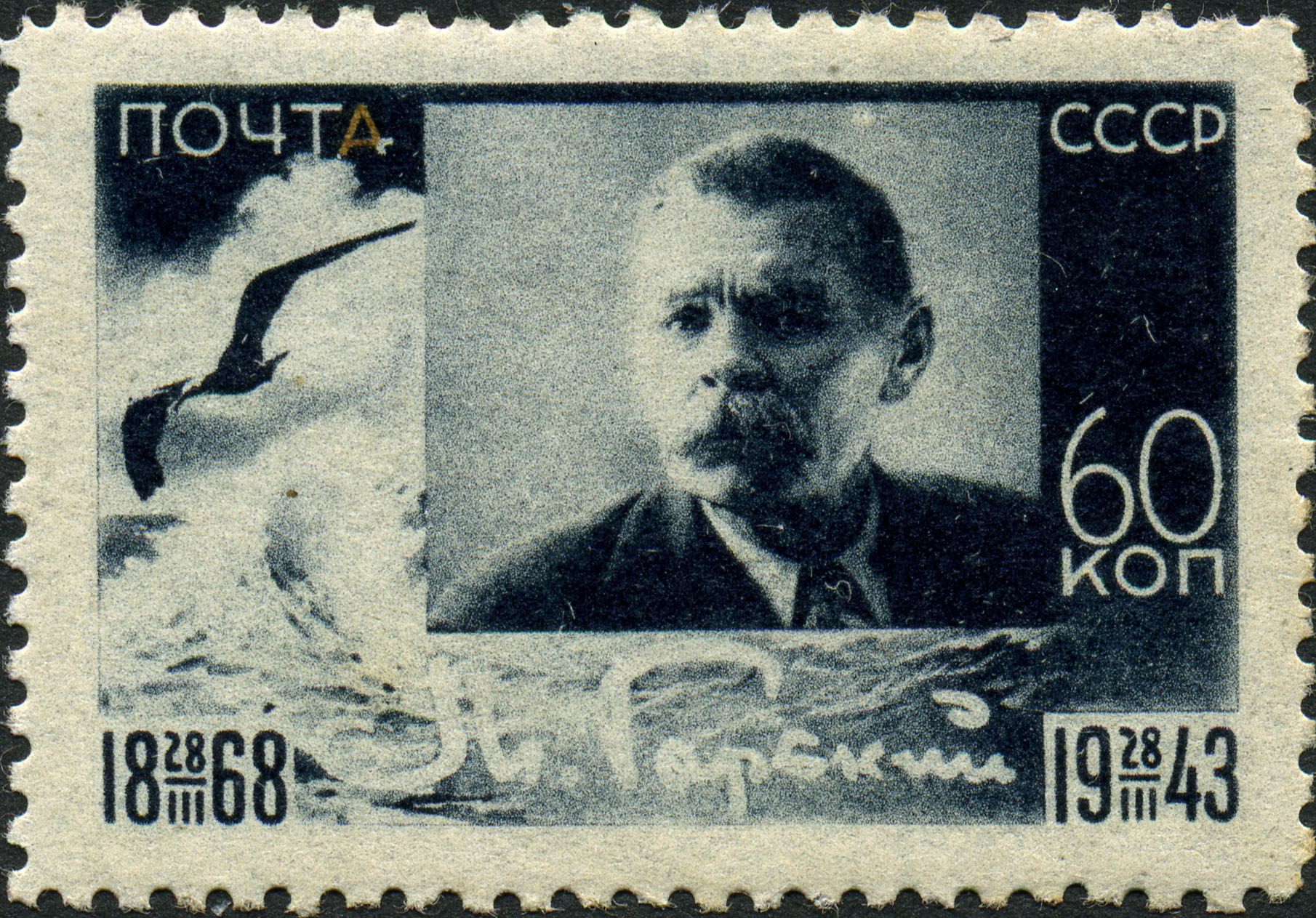
Почтовая марка СССР, 1943 год
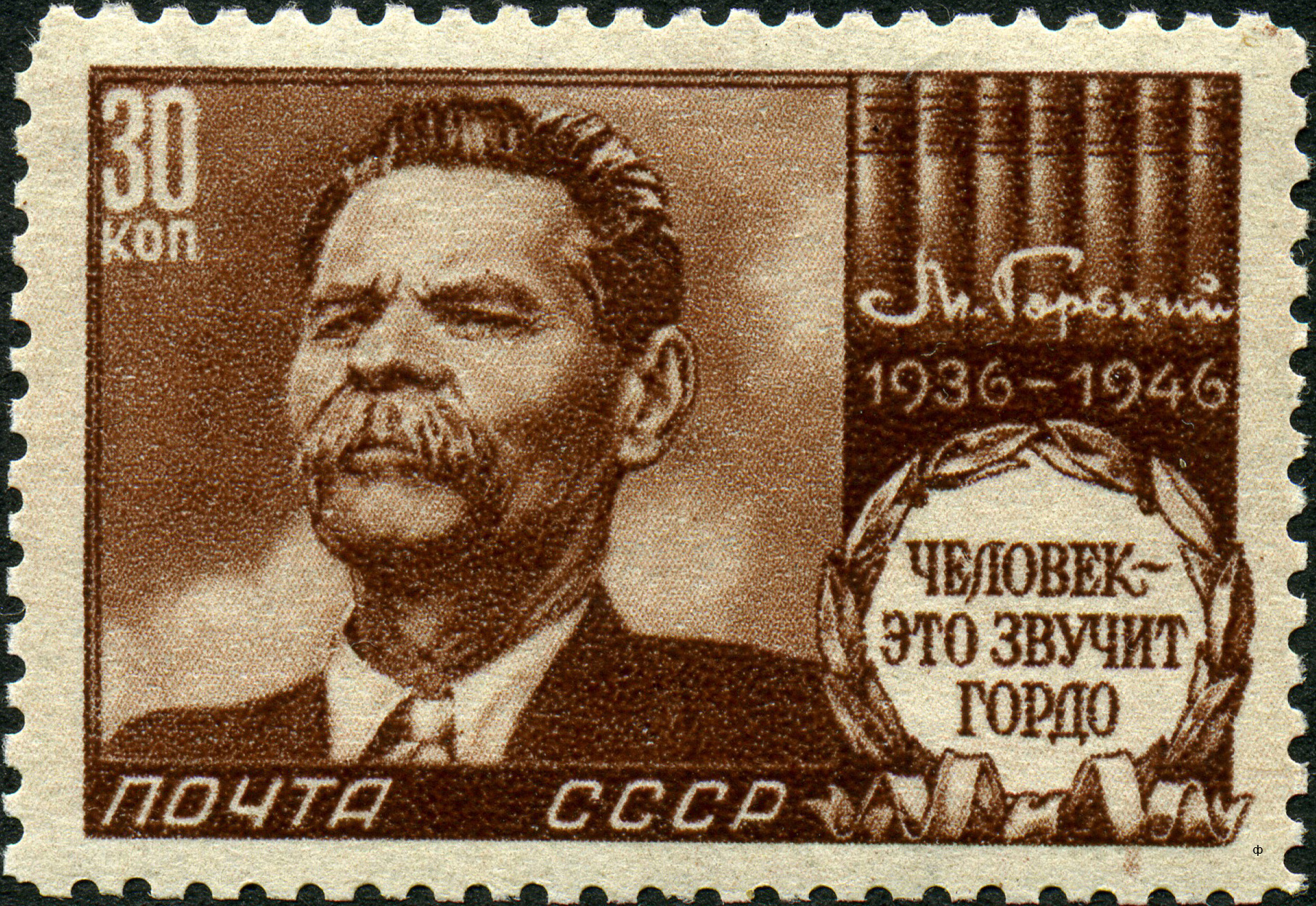
Марка СССР «10 лет со дня смерти М. Горького» (1946, 30 копеек, ЦФА 1053, Скотт 1047)
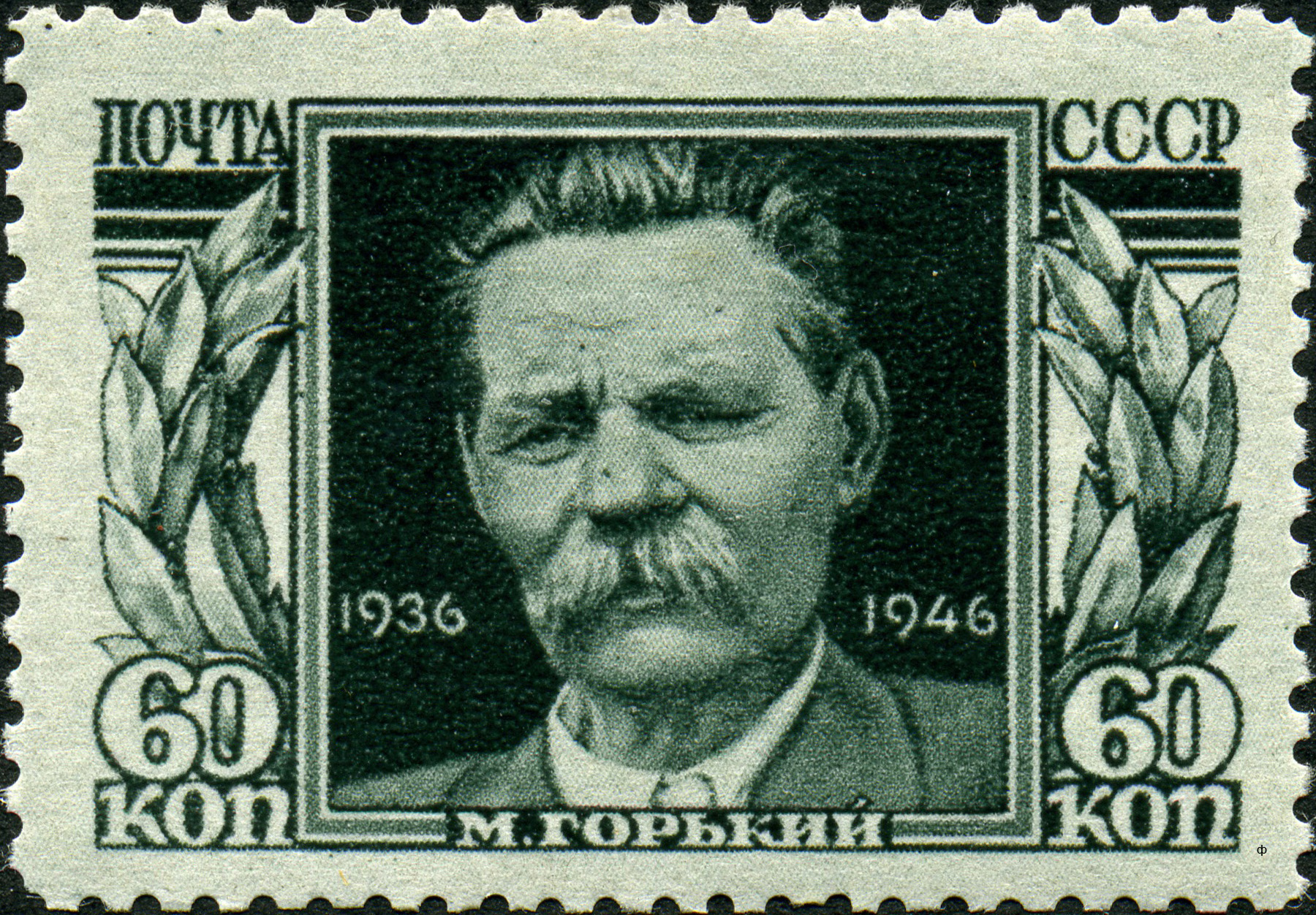
Марка СССР «10 лет со дня смерти М. Горького» (1946, 60 копеек, ЦФА 1054, Скотт 1048)
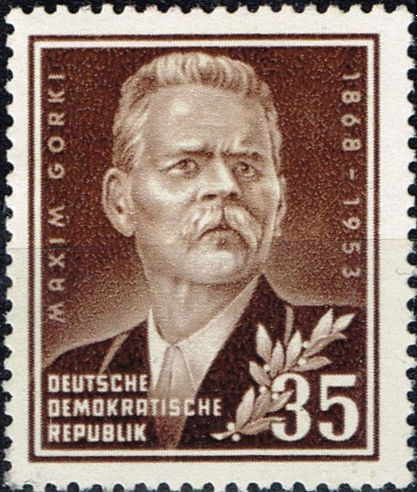
Почтовая марка ГДР, 1953 год
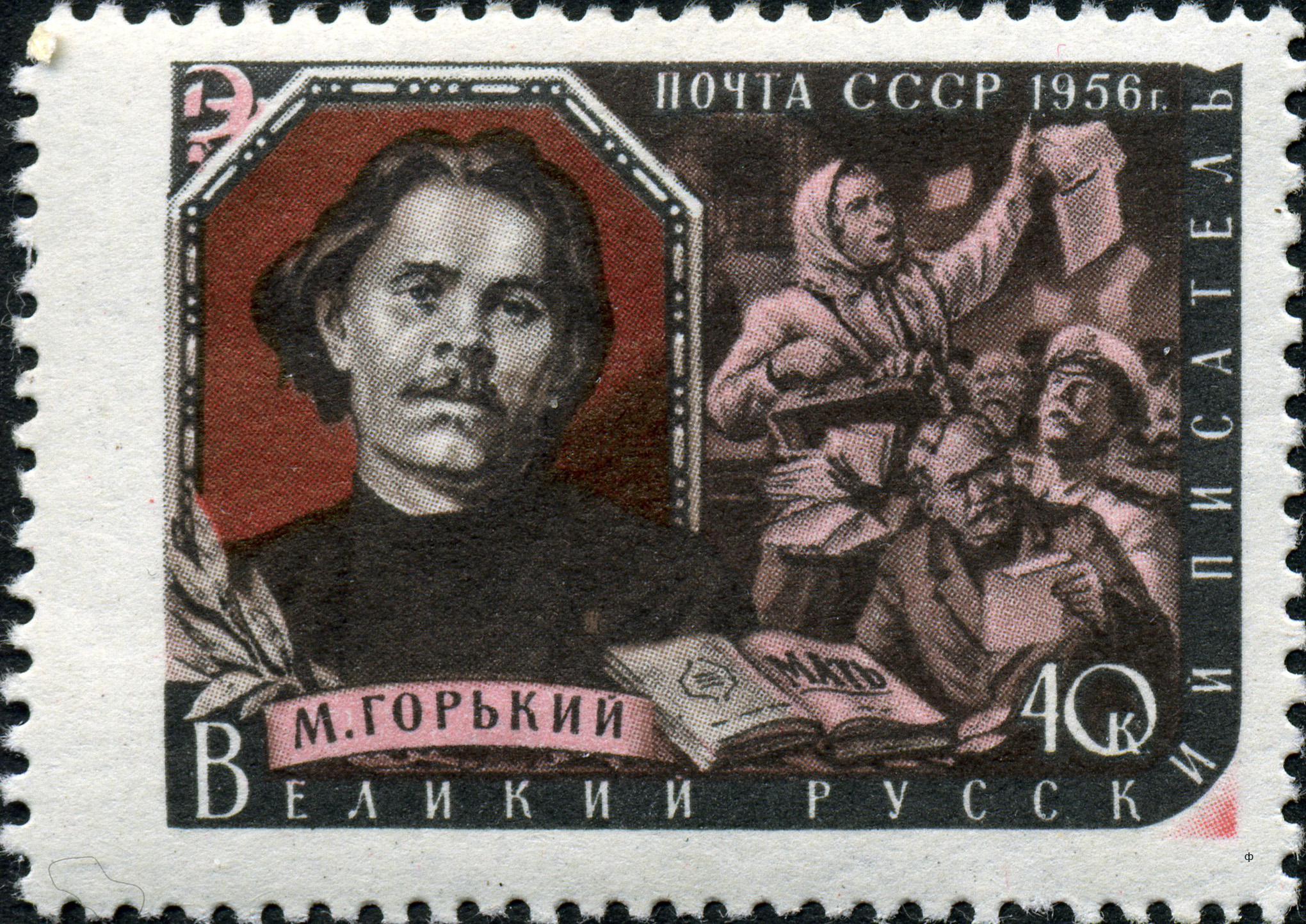
Почтовая марка СССР, 1956 год
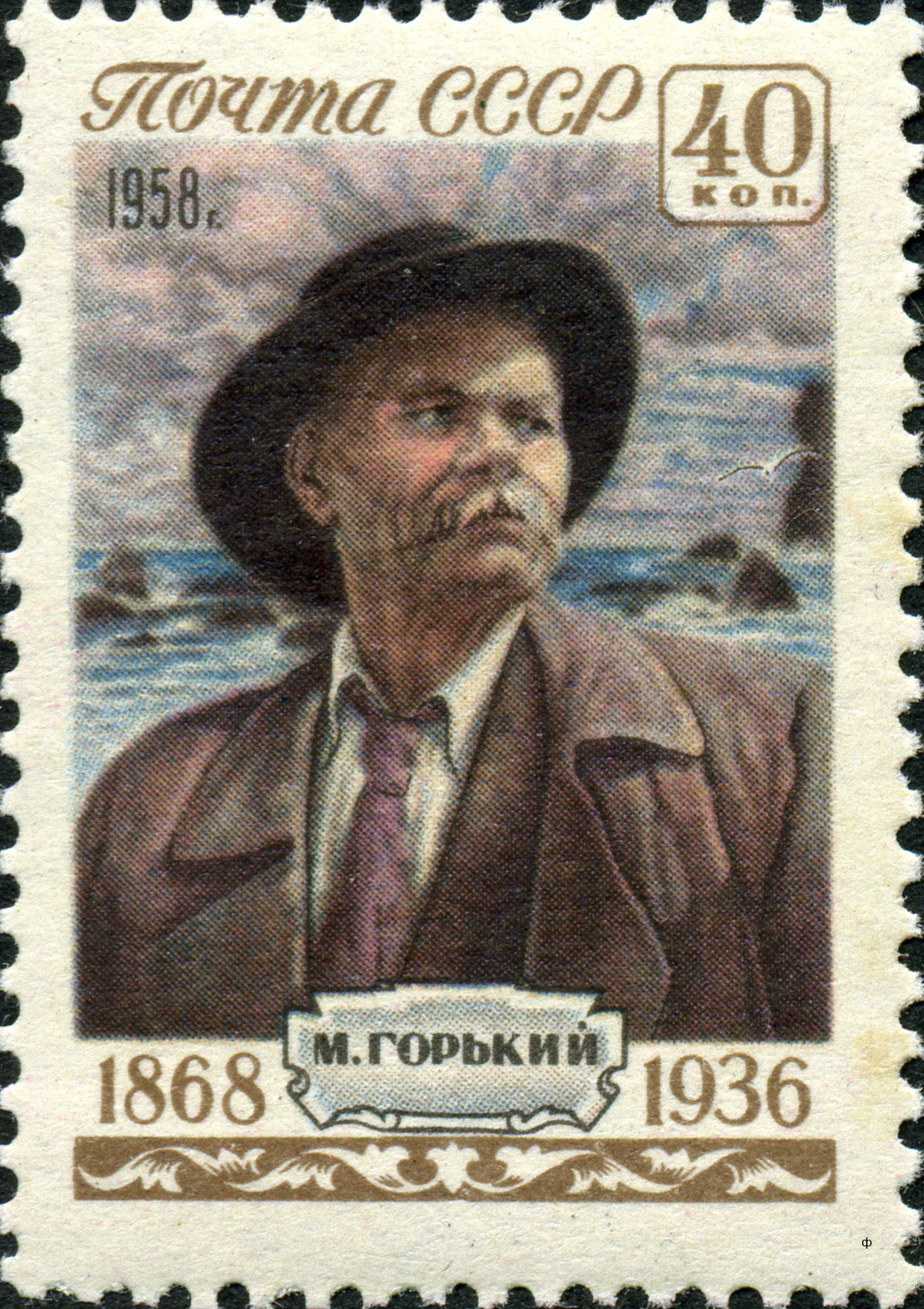
Почтовая марка СССР, 1958 год
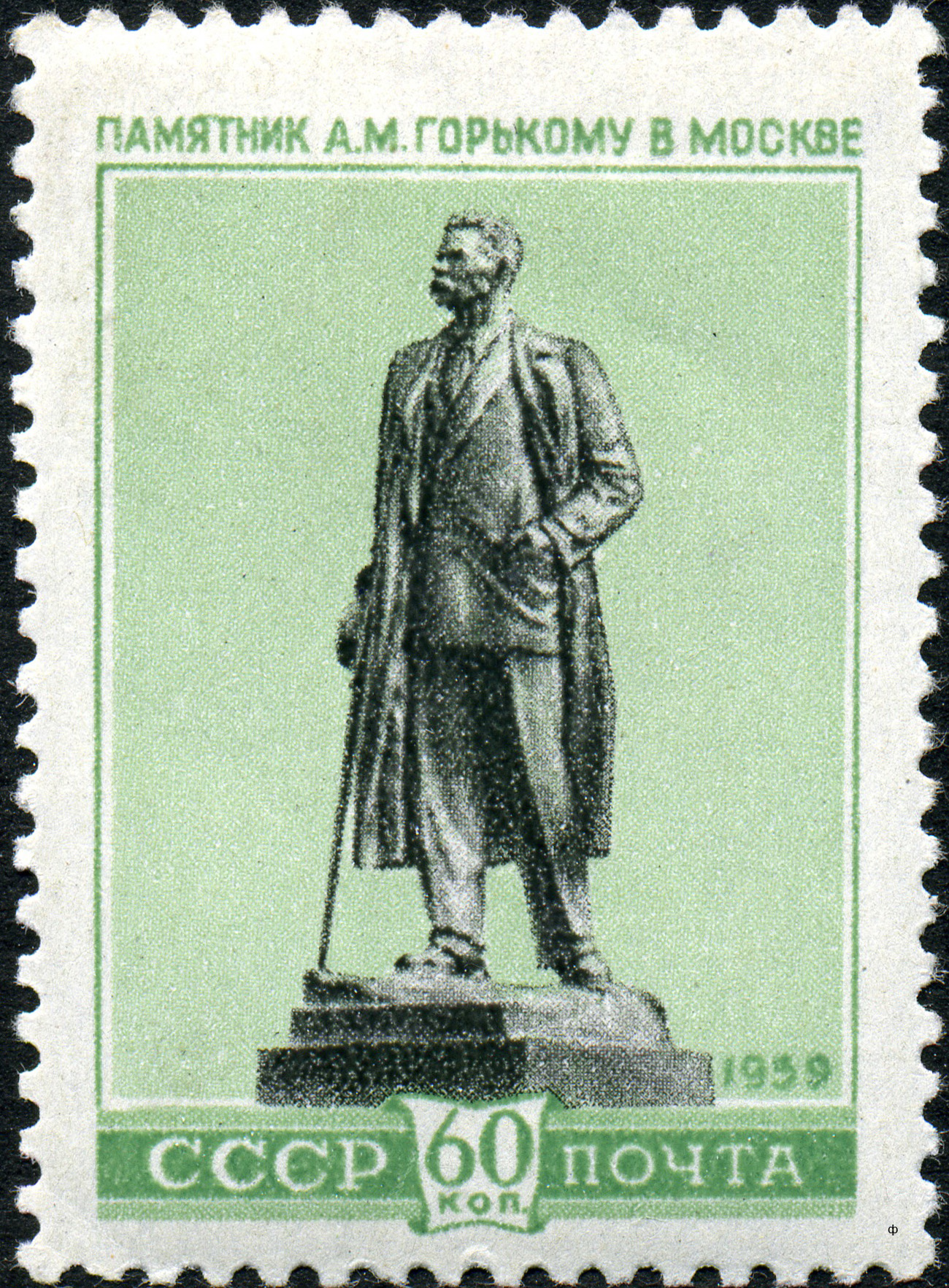
Почтовая марка СССР, 1959 год: памятник Горькому в Москве
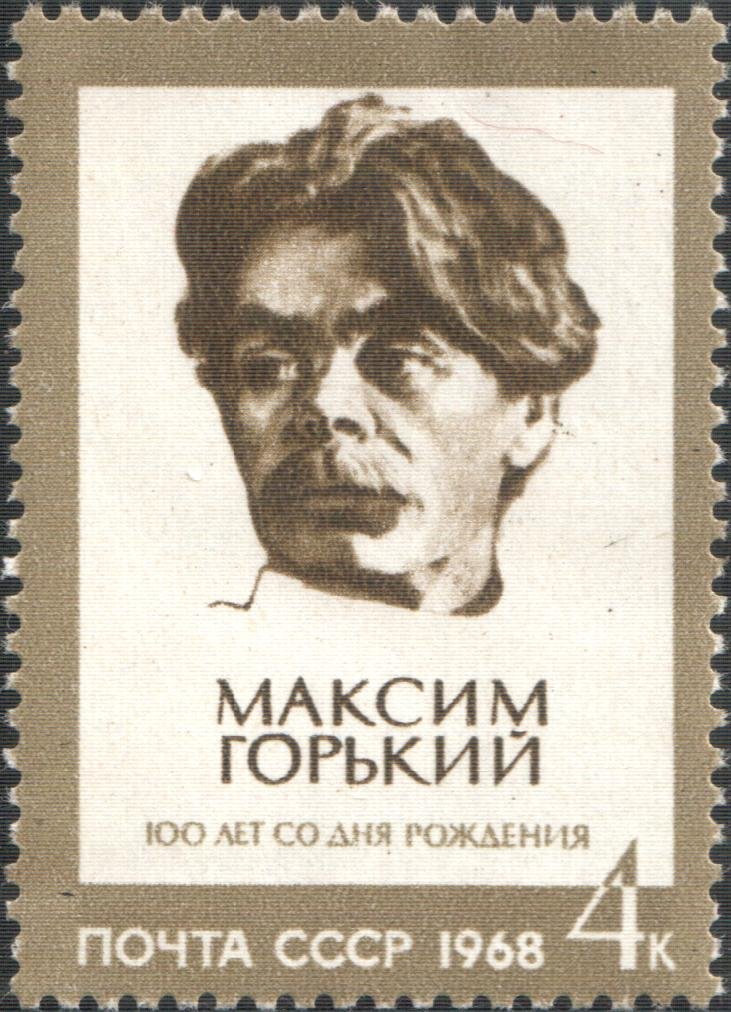
Почтовая марка СССР, 1968 год
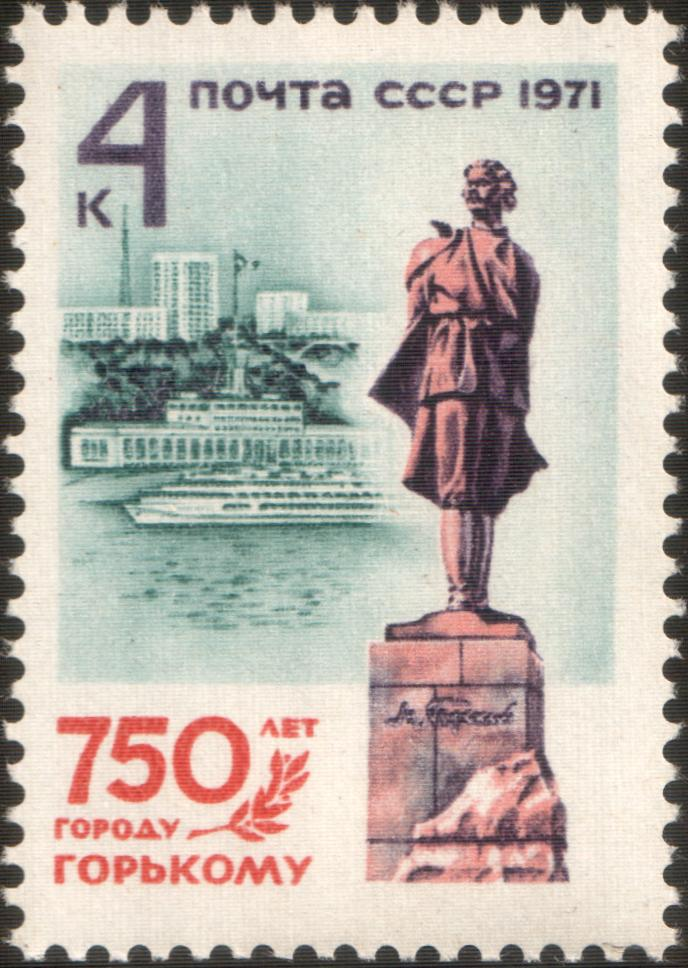
Памятник Максиму Горькому на почтовой марке 1971 года. Марка посвящённая 750-летию Нижнего Новгорода
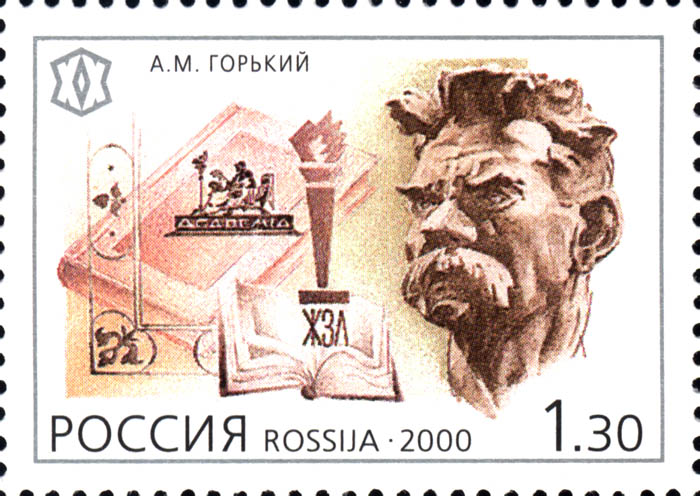
Марка России из серии «Россия. XX век. Культура» (2000, 1,30 рублей, ЦФА 620, Скотт 6606d)
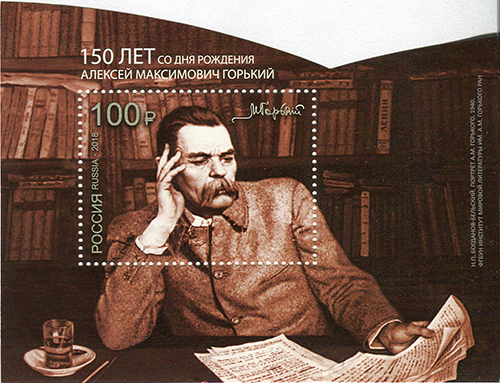
Почтовый блок 2018 год. 150 лет со дня рождения А. М. Горького

В 2018 году ФГУП «Почта России» выпустило почтовый блок, посвящённый 150-летию со дня рождения писателя.

## В нумизматике

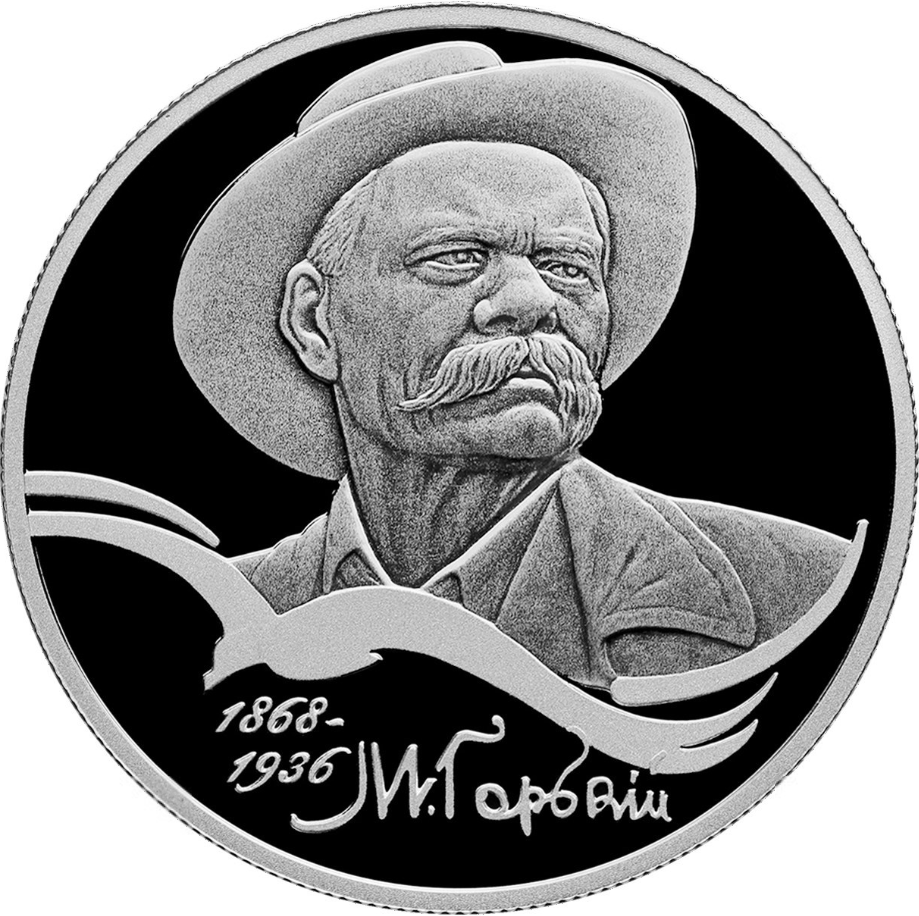
Серебряная памятная монета 2 рубля «Максим Горький», 2018 г.

- В 1988 году в СССР была выпущена монета номиналом 1 рубль, посвящённая 120-летию со дня рождения писателя.
- В 2018 году к 150-летию со дня рождения писателя Банк России выпустил в серии «Выдающиеся личности России» памятную серебряную монету номиналом 2 рубля.

## Образ в кинематографе
- Алексей Лярский («Детство Горького», «В людях», 1938)
- Николай Вальберт («Мои университеты», 1939)
- Павел Кадочников («Яков Свердлов», 1940, «Педагогическая поэма», 1955, «Пролог», 1956)
- Николай Черкасов («Ленин в 1918 году», 1939, «Академик Иван Павлов», 1949)
- Владимир Емельянов («Аппассионата», 1963; «Штрихи к портрету В. И. Ленина», 1969)
- Алексей Локтев («По Руси», 1968)
- Найджел Давенпорт / Nigel Davenport («От Чехова с любовью» / «From Chekhov with Love» (1968)
- Афанасий Кочетков («Так рождается песня», 1957, «Маяковский начинался так…», 1958, «Сквозь ледяную мглу», 1965, «Невероятный Иегудиил Хламида», 1969, «Семья Коцюбинских», 1970, «Красный дипломат. Страницы жизни Леонида Красина», 1971, «Доверие», 1975, «Я — актриса», 1980)
- Фёдор Сухов («Знай наших!», 1985)
- Валерий Порошин («Враг народа — Бухарин», 1990, «Под знаком Скорпиона», 1995)
- Илья Олейников («Анекдоты», 1990)
- Алексей Федькин («Империя под ударом», 2000)
- Алексей Осипов («Моя Пречистенка», 2004, «Савва Морозов», 2007)
- Николай Качура («Есенин», 2005, «Троцкий», 2017)
- Александр Стёпин («Секретная служба Его Величества», 2006)
- Георгий Тараторкин («Плен страсти», 2010)
- Дмитрий Сутырин («Маяковский. Два дня», 2011)
- Андрей Смоляков («Орлова и Александров», 2014)
- Денис Карасёв («Легенда Феррари», 2019)
- Роман Ладнев («Шаляпин», 2023)